# انتصار عباس
انتصار عباس، كاتبة أردنية تعمل في وزارة الثقافة، كتبت نصوصاً في المرأة حيث جسدت انفعالاتها وتقلبات الحياة والمجتمع والعادات والتقاليد. لا تصنف نفسها كنسوية فهي كتبت نصوصاً على لسان رجال، وتحدثت عن الرجل أكثر من المرأة.

## حياتها
ولدت الكاتبة انتصار عباس محمود في مدينة إربد في الأردن في 29 يونيو 1967. حصلت على شهادة البكالوريوس في الأدب الإنجليزي - تخصص صحافة وإعلام من جامعة اليرموك في الأردن عام 1999. ثم حصلت على شهادة الماجستير في الأدب الإنجليزي من جامعة وهران في الجزائر عام 2002.
بدأت مسيرتها المهنية في وزارة التربية والتعليم حيث عملت كمعلمة بين عامي 1993 و1999. ثم انتقلت للعمل في وزارة الثقافة الأردنية، حيث شغلت عدة مناصب: مترجمة في مديرية التبادل الثقافي عام 1999، ومنسقة في الهيئات الثقافية، ومساعد مشرف في مخيمات الإبداع الثقافي، ورئيسة قسم الدراسات ومشرفة على مخيمات الإبداع. كما عملت كسكرتيرة تحرير لمجلة "أفكار" وشغلت منصب مشرفة على مخيمات الإبداع بين عامي 2009 و2010. وفي عام 2011، تم تعيينها مديرة لثقافة العقبة. وهي أيضا عضو في رابطة الكتاب الأردنيين وعضو في اتحاد كتاب سوريا الإلكتروني.

## مؤلفاتها
مؤلفاتها:
- للشمس جنون آخر - نصوص قصصية، دار الفارس، المؤسسة العربية للدراسات والنشر، بدعم من وزارة الثقافة، 1998.
- حلوى الماء - مجموعة قصصية، بدعم من أمانة عمان، دار اليازوري، 2000.
- تنمية الإبداع الشبابي - دراسة عن دور الشباب والتنمية المجتمعية في دعمهم، المجلس الأعلى للشباب، 2008.
- عسعسة نهار - مجموعة نصوص مسرحية، بدعم من وزارة الثقافة، 2009.
- عودة الحارث - مسرحية، دار يافا، 2011.
- عرش النار - نص مسرحي، دار يافا، 2011.
- حرائق حلم - قصص قصيرة، عن وزارة الثقافة الأردنية،2021.[4][5][6]